# Mo Mowlam
Marjorie "Mo" Mowlam (Watford, 18 de setembro de 1949 - Cantuária, 19 de agosto de 2005) foi uma parlamentar britânica. Membro do Partido Trabalhista, ela foi eleita deputada por Redcar de 1987 a 2001 e serviu no Gabinete de Tony Blair como Secretária de Estado da Irlanda do Norte, Ministra do Gabinete e Chanceler do Ducado de Lancaster.
Foi Mowlam que supervisionou as negociações que levaram ao Acordo da Sexta-feira Santa de 1998.

## Vida pessoal
Mowlam casou-se com Jonathan Norton, um banqueiro da cidade de Londres, no condado de Durham em 24 de junho de 1995; Norton morreu em 3 de fevereiro de 2009. Mowlam teve dois enteados do primeiro casamento de Norton com Geraldine Bedell.

## Doença e morte
Cinco meses antes da eleição geral de 1997, Mowlam foi diagnosticada com um tumor cerebral, um fato que ela tentou manter em sigilo até que a imprensa sensacionalista começou a publicar piadas sobre sua aparência. Embora ela afirmasse ter se recuperado totalmente, os vários tratamentos fizeram com que ela perdesse a maior parte do cabelo. Muitas vezes ela usava peruca, que às vezes tirava casualmente em público, afirmando que era "um incômodo".
Em 3 de agosto de 2005, a BBC informou ela havia se internado no King's College Hospital, em Londres. Em 12 de agosto, ela foi transferida para o Pilgrims Hospice em Canterbury, Kent, onde morreu às 8h10 do dia 19 de agosto, aos 55 anos. Em janeiro de 2010, foi revelado por seu ex-médico que seu tumor era maligno e foi a causa de sua morte.

## Legado
Em 2009, o Channel 4 produziu um telefilme, Mo, retratando a vida de Mo Mowlam desde a vitória nas eleições trabalhistas de 1997 até sua morte em 2005. O filme foi protagonizado por Julie Walters no papel-título  e transmitido em 31 de janeiro de 2010, com uma audiência estimada em 3,5 milhões de espectadores, tornando-se o filme de maior repercussão do canal desde 2001. Mo também foi um sucesso de crítica, sendo indicado ao BAFTA de Melhor Drama Individual. Walters ganhou um Emmy Internacional de melhor atriz por seu papel no filme.